# ADO Den Haag (femenino)

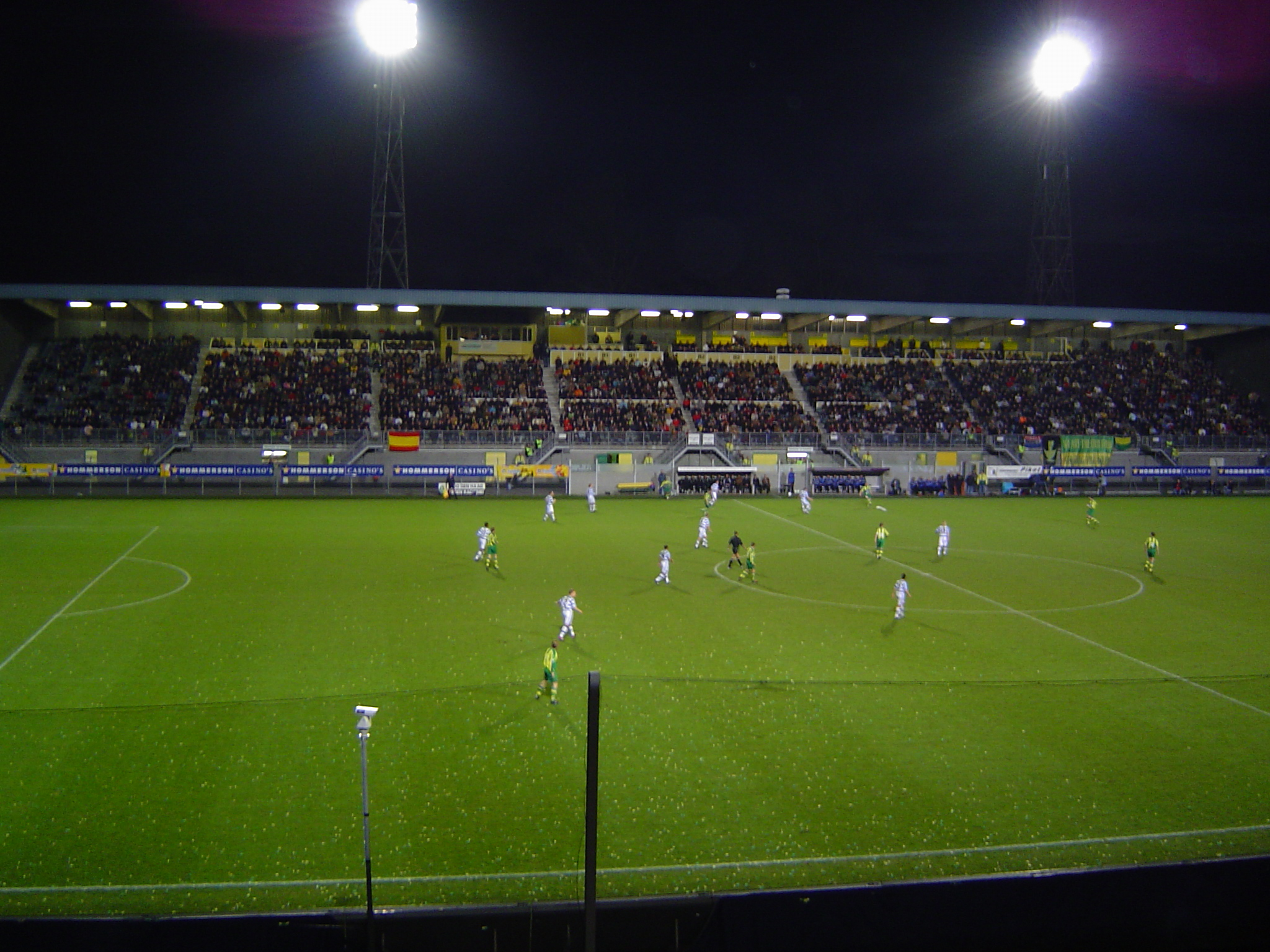
Estadio Zuidenpark de ADO Den Haag

ADO Den Haag es un club de fútbol de La Haya, Países Bajos y que juega en la Eredivisie femenina desde la temporada 2007/2008, la primera de esta competición.
La mayoría de clubes de la nueva Eredivisie se fusionaron con clubes amateurs que competían en la anterior liga no-profesional, llamada Hoofdklasse. En el caso del ADO Den Haag este club amateur fue el Ter Leede un equipo de la ciudad holandesa de Sassenheim en la provincia de Holanda Meridional, la misma que La Haya. Ahora el ADO Den Haag se hace responsable económicamente del Sassenheim a cambio de disponer de sus jugadoras como si fuera un equipo filial. En la temporada 2006/2007 fue campeón de la Hoofdklasse, lo que le permitió jugar UEFA Women's Cup la siguiente temporada.

## Resultado en la Eredivisie
- 2007/08 4ª Plaza
- 2008/09 3ª Plaza
- 2009/10 2ª Plaza
- 2010/11 2ª Plaza
- 2011/12 1ª Plaza
- 2011/12 'KNVB Cup Femenino'

## ADO Den Haag en Europa
| Temporada | Competición      | Ronda | País                 | Club                     | Resultado |
| --------- | ---------------- | ----- | -------------------- | ------------------------ | --------- |
| 2007/08   | UEFA Women's Cup | 1ª    | Islas Feroe.         | Klaksvíkar Ítróttarfelag | 1-1       |
|           |                  | 1ª    | Bandera de Finlandia | FC Honka Espoo           | 0-1       |
|           |                  | 1ª    | Bandera de Islandia  | Valur Reykjavík          | 1-5       |